# Jean-Pierre Denis
Jean-Pierre Denis   (Sent Lèon d'Eila, 29 de març de 1946) és un guionista i director de cinema francès.

## Biografia
De formació autodidacta, va treballar al Servei de Duanes francès per al departament audiovisual i de relacions amb la premsa, treball del que demanava mesos d'excedència per a fer cinema.
Es va autoproduir el primer llargmetratge, Istòria d'Adrian, primer film rodat totalment en occità, amb el que va guanyar la Càmera d'Or al Festival de Cannes de 1980, i que llençarà la seva carrera com a director, paral·lela al seu treball a la Duana. Tornarà a ser seleccionat al Festival de Cannes el 1987 amb el seu film Champ d'honneur, aquest cop en la secció oficial de la Palma d'Or. El seu film més conegut pel públic és, sens dubte, Les Blessures assassines, de 2000, que li valdrà les primeres nominacions als Premis César de 2001, entre ells els dos més importants, a la millor pel·lícula i millor director, i va guanyar el Premi a l'actriu prometedora per a Sylvie Testud (una categoria en la qual també va ser nomenat l'actor principal, Julie-Marie Parmentier).
També és present a les Trobades de Cinema de Lo Boisson de Cadonh (Dordonya), on hi va aportar el seu testimoni sobre la necessitat de seguir encoratjant la producció de films d'art i assaig, que es veuen amenaçats per la desafecció de l'Estat.

## Filmografia
- Istòria d'Adrian (1980)
- La Palombière (1983)
- Champ d'honneur (1987)
- Les Yeux de Cécile (1993)
- Les Blessures assassines (2000)
- La Petite Chartreuse (2005)
- Ici-bas (2011)

## Premis i nominacions

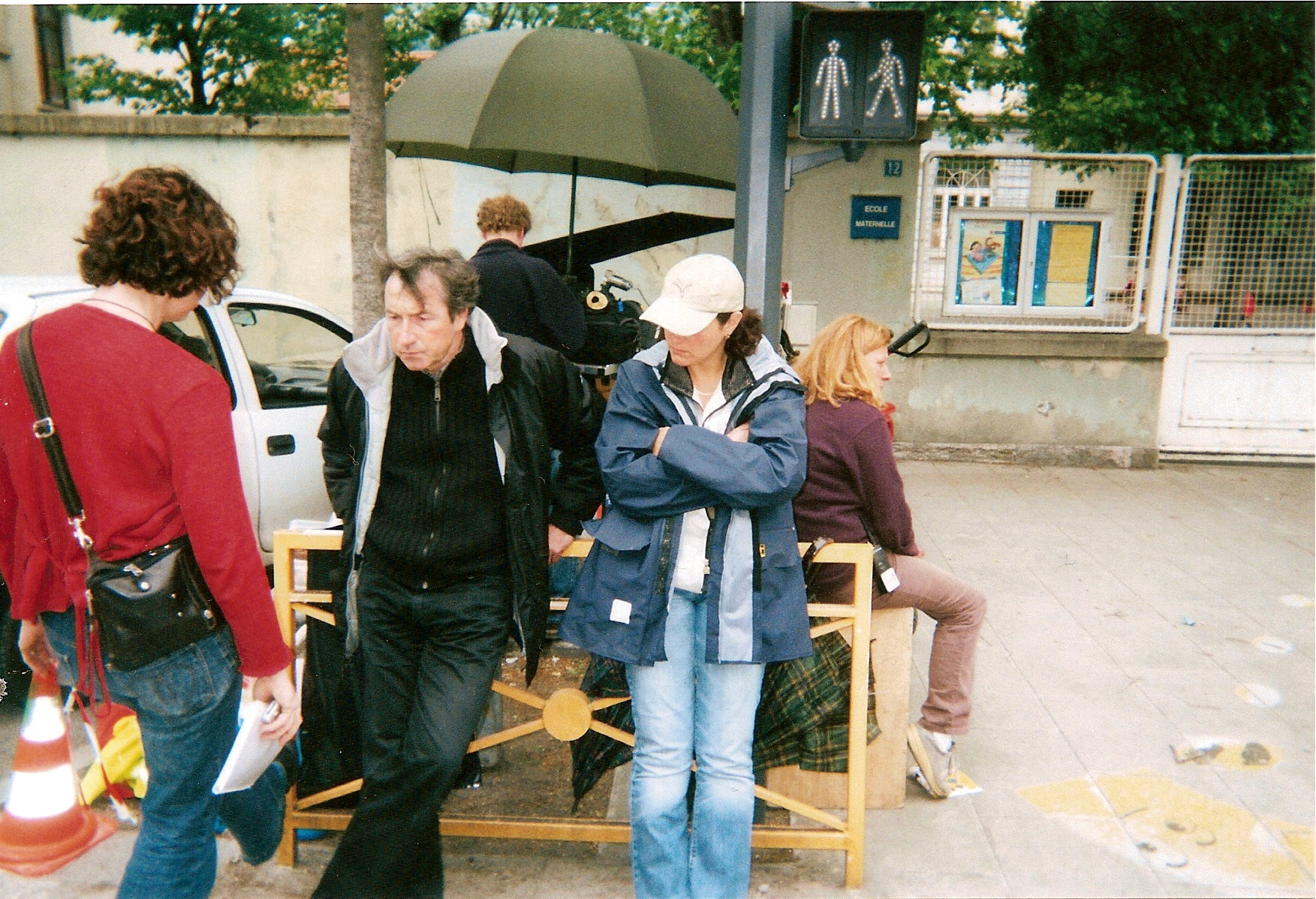
Jean-Pierre Denis en el rodatge de La Petite Chartreuse (2004)

### Premis
- Càmera d'Or al Festival de Cannes 1980 per Istòria d'Adrian
- Grand Premi al Festival de Paris-Île-de-France 1987 per Champ d'honneur
- Millor director al festival de Mar del Plata 2001 per Les blessures assassines

### Nominacions
- Selecció oficial al festival de Cannes 1987 per Champ d'honneur
- Millor film i millor director als Premis César 2001 per Les blessures assassines